# Triathlon ai XII Giochi panafricani - Individuale femminile
La gara individuale femminile dei XII Giochi panafricani si è svolta il 24 agosto 2019 a Rabat, in Marocco.
La competizione è stata vinta dall'egiziana Basmla ElSalamoney, che ha preceduto le zimbabwesi Laurelle Elizabeth Brown (argento) e Andie Leigh Kuipers (bronzo).

## Podio
| Oro     | Basmla ElSalamoney Egitto         |
| Argento | Laurelle Elizabeth Brown Zimbabwe |
| Bronzo  | Andie Leigh Kuipers Zimbabwe      |

## Risultati
| Class   | Atleta                               | Nazione   | Tempo   |
| ------- | ------------------------------------ | --------- | ------- |
| Oro     | Basmla ElSalamoney                   | Egitto    | 1:07:34 |
| Argento | Laurelle Elizabeth Brown             | Zimbabwe  | 1:07:52 |
| Bronzo  | Andie Leigh Kuipers                  | Zimbabwe  | 1:08:57 |
| 4       | Ons Lajili                           | Tunisia   | 1:10:00 |
| 5       | Kahina Mebarki                       | Algeria   | 1:11:38 |
| 6       | Imene Maldji                         | Algeria   | 1:12:57 |
| 7       | Syrine Fattoum                       | Tunisia   | 1:14:25 |
| 8       | Karima Kanoun                        | Marocco   | 1:15:31 |
| 9       | Lisa-marie Chloe Laetitia D'Autriche | Mauritius | 1:18:57 |
| 10      | Anta Ndiaye                          | Senegal   | 1:19:23 |
| 11      | Hanifa Mohamed Said                  | Kenya     | 1:19:48 |
| 12      | Samia M'Safer                        | Marocco   | 1:19:55 |
| 13      | Oumaima El Atrassi                   | Marocco   | 1:24:20 |
| 14      | Josette Njeri                        | Kenya     | 1:25:42 |
| 15      | Sall Adji Mame Awa                   | Senegal   | 1:42:03 |
| 16      | Rehab Hussein                        | Egitto    | dq      |